# Leondra Kruger
Leondra Reid Kruger (South Pasadena, California, 28 de julio de 1976) es una estadounidense jueza asociada de la Corte Suprema de California. Se graduó de Harvard College y la Escuela de Derecho Yale. Después trabajó para el juez de la Corte Suprema de los Estados Unidos, John Paul Stevens, y posteriormente ejerció como abogada y como profesora. Fue procuradora general adjunta interina de los Estados Unidos de 2010 a 2011, y trabajó en la Oficina de Asesoría Jurídica. En 2014, el gobernador de California, Jerry Brown, nominó a Kruger para un puesto en la Corte Suprema de California. Fue confirmada y prestó juramento el 5 de enero de 2015.
Kruger ha sido nombrada como potencial candidata para la Corte Suprema de los Estados Unidos, tras el anuncio del juez Stephen Breyer de su intención de retirarse en 2022.

## Biografía
Nacida en Glendale, California, Kruger creció en South Pasadena. Su madre emigró a los Estados Unidos desde Jamaica, y su difunto padre era un judío estadounidense cuyos padres habían emigrado a los Estados Unidos desde Europa. Ambos progenitores eran médicos. Fue a la Escuela Politécnica, una escuela diurna privada, en Pasadena, California. Luego obtuvo una licenciatura magna cum laude en la Universidad de Harvard, donde escribió para The Harvard Crimson y fue miembro de Phi Beta Kappa. Se graduó con un Doctorado en Jurisprudencia de la Facultad de Derecho de Yale, donde fue editora en jefe del Yale Law Journal, siendo la primera mujer negra elegida para el cargo.
Kruger está casada con Brian Hauck, socio de Jenner & Block en San Francisco; tienen dos niños. Fue la primera miembro de la Corte Suprema de California en ser madre mientras ocupaba el cargo.

## Carrera profesional
En el verano de 1999, Kruger hizo una pasantía en la oficina del Fiscal de los Estados Unidos en Los Ángeles. En 2000, trabajó como asociada de verano en Munger, Tolles & Olson.
Kruger trabajó como asociada en el bufete de abogados Jenner & Block desde 2001 hasta 2002. Luego trabajó como asistente legal para el juez David Tatel en el Tribunal de Apelaciones de los Estados Unidos para el Circuito del Distrito de Columbia desde 2002 hasta 2003. Posteriormente  fue secretaria del juez John Paul Stevens de la Corte Suprema de los Estados Unidos desde 2003 hasta 2004.
De 2004 a 2006, fue asociada en Wilmer, Cutler, Pickering, Hale and Dorr en Washington D. C. Fue profesora asistente visitante en 2007 en la Facultad de Derecho de la Universidad de Chicago.
De 2007 a 2013, Kruger fue asistente del procurador general de los Estados Unidos y procurador general adjunto principal interino. Defendió 12 casos ante la Corte Suprema de los EE. UU., y trabajó en docenas más, incluido el caso histórico en defensa de la Ley del Cuidado de Salud a Bajo Precio, Federación Nacional de Empresas Independientes v. Sebelius.
En 2013, Kruger se convirtió en fiscal general adjunta adjunto en la Oficina de Asesoría Jurídica del Departamento de Justicia de los Estados Unidos.

## Carrera judicial

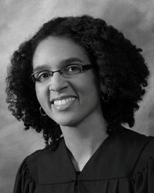
Kruger en 2015, poco después de su confirmación ante la Corte Suprema de California.

El 24 de noviembre de 2014, el gobernador Jerry Brown anunció el nombramiento de Kruger para la Corte Suprema de California. Aunque no tenía experiencia judicial previa, su selección fue elogiada públicamente por el entonces fiscal general Eric Holder, el entonces fiscal general de Obama Donald B. Verrilli Jr., el exfiscal general interino de Obama Neal Katyal y el exfiscal general (bajo la presidencia de George W. Bush) Pablo Clemente.
Kruger fue confirmada el 29 de diciembre de 2014 y reemplazó a la juez asociada Joyce L. Kennard, que se jubilaba. Prestó juramento el 5 de enero de 2015 y se convirtió en la segunda jueza afroamericana de la corte, después de Janice Rogers Brown. A los 38 años, fue la persona más joven designada para la corte en los últimos años y la tercera después de Hugh C. Murray y MC Sloss. En noviembre de 2015, Kruger pronunció la conferencia anual Bernard E. Witkin ante el Colegio de Abogados del Condado de Los Ángeles.
En la corte, Kruger ha emergido como una incrementalista, afirmando que ella ve su rol, al menos en parte, como "mejorar la previsibilidad y la estabilidad de la ley" para mejorar "la confianza del público en el trabajo" de los tribunales". A veces se la considera uno de los votos decisivos cuando la corte se divide ocasionalmente, y se la considera una moderada en la corte de siete miembros de tendencia liberal.

### Opiniones judiciales notables
National Lawyers Guild v. City of Hayward , 464 P.3d 594 (Cal. 2020), una opinión histórica que allana el camino para que los organismos de control de las libertades civiles tengan acceso a las imágenes de cámaras corporales de los agentes de policía. La Electronic Frontier Foundation elogió la decisión como “una victoria absoluta para la transparencia del gobierno”.
People v. López , 453 P.3d 150 (Cal. 2019), que rechazó los registros de vehículos sin orden judicial en busca de documentos de identificación personal durante las paradas en tránsito.
People v. Buza (2018) 4 Cal.5th 658, fue autora de la opinión de la mayoría en una decisión de 4-3 aplicando el precedente establecido de la Corte Suprema de los Estados Unidos y dejando para otro día un desafío constitucional más amplio a la Proposición 69 de California de 2004, que requiere que la policía recolecte muestras de ADN de todas las personas que son arrestadas por delitos graves. La ley ha llevado al almacenamiento de perfiles de ADN de decenas de miles de personas arrestadas pero nunca acusadas o condenadas por un delito.
California Cannabis Coalition v. City of Upland (2017) 3 Cal.5th 924, fue autora de la opinión concurrente y disidente en una decisión 5-2 en la que Kruger habría aplicado los requisitos de aprobación de los votantes, incluidos los requisitos de voto de la mayoría calificada, de la Proposición 218 de California de 1996 ("Derecho a votar sobre impuestos Ley” y la progenie de la Proposición de California de 1978 13) a los aumentos de impuestos locales promulgados a través del poder de iniciativa.
Barry v. State Bar of California (2017) 2 Cal.5th 318, sobre la jurisdicción y el estatuto anti-SLAPP de California.

### Potencial candidata a la Corte Suprema de EE. UU.
Después de que el presidente Joe Biden hiciera una promesa de campaña de que nombraría a la primera mujer afrodescendiente en la Corte Suprema de los Estados Unidos, Kruger ha sido objeto de especulación como futura candidata a la corte. Si reemplaza al juez Stephen Breyer, también continuaría con la tradición del "asiento judío" de la corte. Si bien la jueza Elena Kagan también es judía, Breyer se sienta en un asiento históricamente asignado a un judío durante gran parte de los últimos 100 años. El asiento lo ocuparon Benjamin Cardozo, Felix Frankfurter, Arthur Goldberg, Abe Fortas y Breyer, aunque también fue ocupado desde 1970 hasta 1994 por el metodista Harry Blackmun.

## Vídeos
- Audiencia de confirmación de Leondra R. Kruger. Vídeo 35:49 min. 22 de diciembre de 2014. YouTube.com.
- Presentación de Leondra R. Kruger en la reunión anual de la Sección de Justicia Penal de la ABA. 5 de agosto de 2016. Vídeo 22:59 min. YouTube.com.

- Datos: Q18631432
- Multimedia: Leondra Kruger / Q18631432